# Bakio

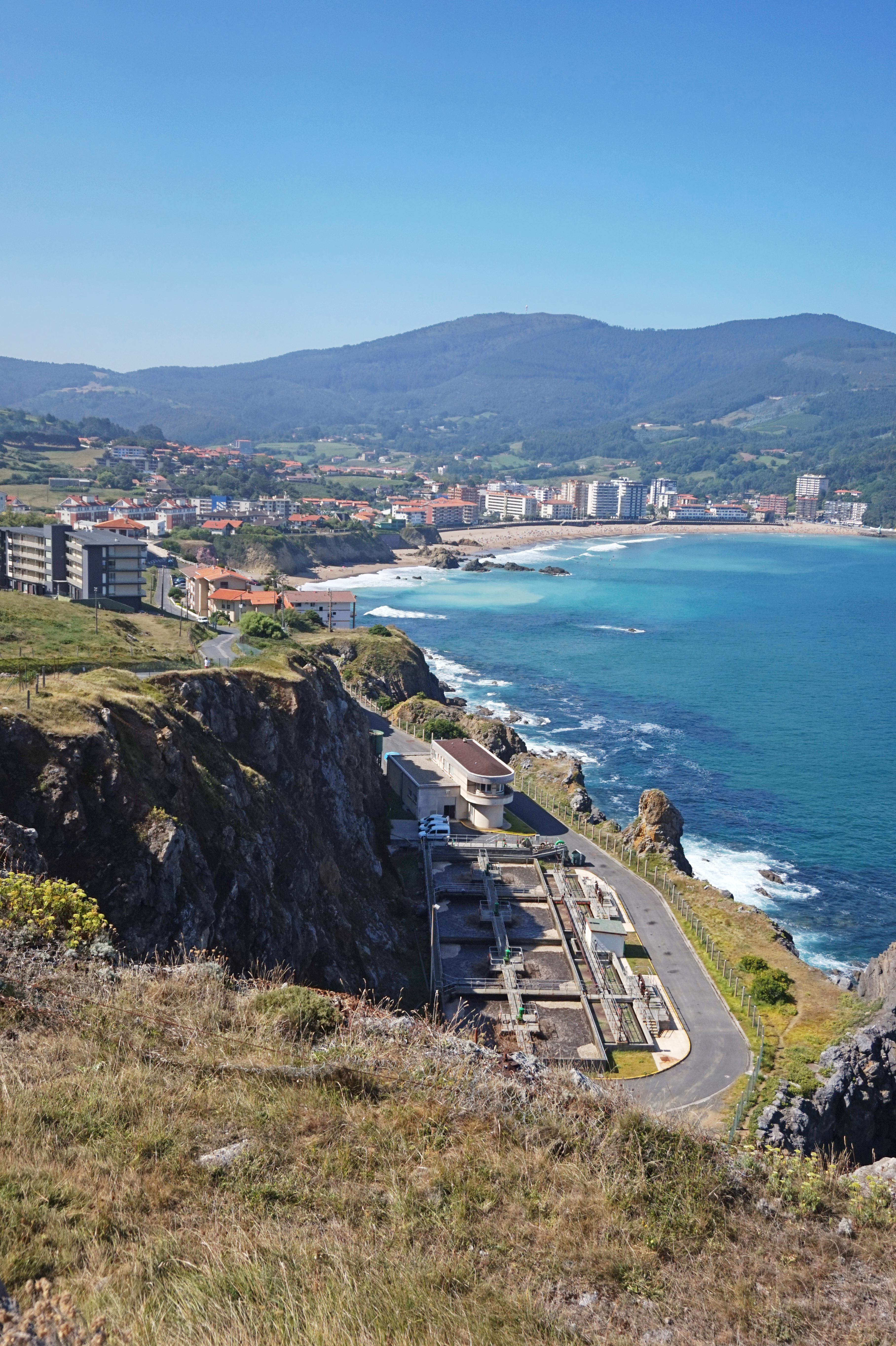
Bakio

Bakio (Spaans: Baquio) is een gemeente in de Spaanse provincie Biskaje in de regio Baskenland met een oppervlakte van 17 km². Bakio telt 2.604 inwoners (1 januari 2016).

## Demografische ontwikkeling
Bron: INE, 1857-2011: volkstellingen
Het is een badplaats en op zo'n zes kilometer ten oosten de plaats ligt het onbewoonde eiland Gaztelugatxe. Het eiland is met een brug verbonden met het vasteland. Op de top van het eiland, zo'n 80 meter boven zeeniveau, staat de kleine kluizenarij San Juan de Gaztelugatxe (Baskisch: Gaztelugatxeko Doniene), gewijd aan Johannes de Doper. De eerste kerk stond hier reeds in de 10e eeuw zijn en het is een belangrijke toeristische bestemming.
Abadiño · Abanto Zierbena · Ajangiz · Alonsotegi · Amorebieta-Etxano · Amoroto · Arakaldo · Arantzazu · Areatza · Arrankudiaga · Arratzu · Arrieta · Arrigorriaga · Artea · Artzentales · Atxondo · Aulesti · Bakio · Balmaseda · Barakaldo · Barrika · Basauri · Bedia · Berango · Bermeo · Berriatua · Berriz · Bilbao · Busturia · Derio · Dima · Durango · Ea · Elantxobe · Elorrio · Erandio · Ereño · Ermua · Errigoiti · Etxebarri · Etxebarria · Forua · Fruiz · Galdakao · Galdames · Gamiz-Fika · Garai · Gatika · Gautegiz Arteaga · Gernika-Lumo · Getxo · Gizaburuaga · Gordexola · Gorliz · Gueñes · Ibarrangelu · Igorre · Ispaster · Iurreta · Izurtza · Kortezubi · Lanestosa · Larrabetzu · Laukiz · Leioa · Lekeitio · Lemoa · Lemoiz · Lezama · Loiu · Mallabia · Markina-Xemein · Maruri-Jatabe · Mañaria · Mendata · Mendexa · Meñaka · Morga · Mundaka · Mungia · Munitibar-Arbatzegi Gerrikaitz · Murueta · Muskiz · Muxika · Nabarniz · Ondarroa · Urduña · Orozko · Ortuella · Otxandio · Plentzia · Portugalete · Santurtzi · Sestao · Sondika · Sopelana · Sopuerta · Sukarrieta · Trapagaran · Trucios-Turtzioz · Ubide · Ugao-Miraballes · Urduliz · Karrantza · Zaldibar · Zalla · Zamudio · Zaratamo · Zeanuri · Zeberio · Zierbena · Ziortza-Bolibar